# Brevipalpus oleasteri
Brevipalpus oleasteri är en spindeldjursart som beskrevs av Hatzinikolis och Panou 1996. Brevipalpus oleasteri ingår i släktet Brevipalpus och familjen Tenuipalpidae. Inga underarter finns listade.